# Garfield (film)
Pour les articles homonymes, voir Garfield.
Série
Garfield 2
(2006)
Pour plus de détails, voir Fiche technique et Distribution.
Garfield, ou Garfield, le film (Garfield: The Movie), est un film live action en prise de vues réelles américain réalisé par Peter Hewitt, adapté de la bande dessinée Garfield, sorti en 2004.

## Synopsis
Garfield, un chat orange en surpoids, léthargique et à l'esprit libre, vit avec son propriétaire Jon Arbuckle. Il passe son temps en tourmentant Jon et en déjouant son vicieux voisin de Dobermann, Luca. Mais mis à part Jon, il entretient une amitié improbable avec une souris, Louis, en l'épargneant constamment, et socialise également avec ses collègues chats du quartier, Nermal et Arlène.
Jon a commencé à amener régulièrement Garfield chez le vétérinaire, afin de voir le vétérinaire Dr Liz Wilson, dont il est amoureux. Un beau jour, il essaie de lui demander de sortir, mais en raison d'un malentendu, il a la garde d'un chien nommé Odie, qui est sociable, amical et hyper actif. Garfield, cependant, prend instantanément une aversion pour Odie et est en compétition pour attirer l'attention de Jon. Ce dernier l’amène à un spectacle de talents canins, où Liz est juge.
Quant à Garfield, il est poursuivi par d'autres chiens, ce qui amène Odie au centre du ring, où il fait une danse improvisée avec succès sur "Hey Mama" des Black Eyed Peas (un morceau sur lequel Garfield et Odile avaient dansé plus tôt dans le film). Un animateur de télévision local du nom de Happy Chapman, qui est également juge, est impressionné par la performance d'Odie et offre à Jon un contrat de télévision pour Odie, mais il refuse, préférant qu’il lui tienne compagnie.
Lorsque Garfield rentre chez lui, marre de la présence d'Odie dans sa vie, il frappe une balle, provoquant une réaction en chaîne qui laisse la maison dans le désordre. Lorsque Jon découvre cela, il force Garfield à dormir dehors pour la nuit pour lui faire réfléchir à ses bêtises. Quand Odie sort pour le réconforter, il entre à l'intérieur et l’enferme. Nermal et Arlene en sont témoins alors de sa fuite, mais est ensuite trouver par une femme âgée nommée Mme Baker.
Alors Jon et Liz le recherchent tandis que les amis de Garfield expriment leur déception envers lui sur la façon dont il s’est débrouillé pour se débarrasser d'Odie.
Pendant ce temps, Happy Chapman, qui en a marre de présenter l’émission avec des chats, est jaloux de son frère journaliste, Walter, et rêve de se produire au Good Day de New York. C’est alors que lui et son assistant Wendell trouvent un avis où il indique qu'Odie a été trouvé par Mme Baker, Chapman saisit l’occasion de faire de l’audimat en allant voir Mme Baker en prétendant être le propriétaire d’Odie.
Lorsque Garfield le voit à la télévision et entend Chapman annoncer que lui et Odie vont à New York, il se met illico presto à sa rescousse. Jon découvre qu’il est également porté disparu, alors il demande à Liz de l'aider à le chercher, lui et Odie.
Garfield a fini par atteindre le bâtiment où est Odie grâce à Louis, qui est venu lui prêter main-forte. Il entre dans la tour de diffusion via aux bouches d'aération et le trouve enfermée dans une cage, mais Chapman entre et installe sur Odie un collier de choc, qui, lorsqu'il est activé, libère un choc électrique qui le force à effectuer des tours.
Chapman se dirige vers la gare avec Garfield à la poursuite. Cependant, un agent de la fourrière le capture, le prenant pour un chat errant.
Pendant ce temps, Mme Baker dit à Jon et Liz que Chapman a pris Odie, leur faisant croire que Garfield a également été pris par Chapman, puis apprennent que Chapman part pour la gare. En même temps, Garfield croise la star féline abandonnée de Chapman, Persnikitty (Poil d’Aristot en VF), qui se prénomme en vérité Sir Roland il lui qu'il était jaloux de lui et se rend compte à quel point Jon se soucie vraiment d'Odie. Grâce au tour de passe-passe de Sir Roland, lui et les autres animaux décident d’aider Garfeild à s’évader pour qu’il aille sauver son ami.
Chapman monte à bord d'un train à destination de New York, avec Odie dans le chariot à bagages. Après être arrivé juste pour voir le train partir, Garfield se faufile dans la salle de contrôle du système ferroviaire et change de voie ferrée, ce qui conduit à une épave de train multiple imminente. Il appuie sur un bouton d'arrêt d'urgence qui arrête tous les trains juste à temps, puis ramène le train de Chapman à la gare. Il libère Odie et nos deux compères se préparent à partir.
Cependant, Chapman les poursuit et finit par coincer le duo dans une zone de valises. Il menace ensuite Odie avec le collier de choc, mais les amis de Garfield de la fourrière, Louis avec toute sa famille de rats, dirigée par Sir Roland, attaquent Chapman et placent le collier sur son cou.
Peu de temps après, Garfield et Odie neutralisent Chapman en activant le collier. Jon et Liz arrivent et le trouvent, puis Jon le frappe au visage sous les yeux de Liz pour avoir enlevé ses animaux de compagnie. La police l’inculpe ensuite, non seulement pour ça, mais également pour les perturbations ferroviaires, alors que c’était Garfield le responsable (il l’avait fait dans l’intention de sauver Odie d’Happy).
Nos 4 amis se réunissent et rentrent chez eux, tandis que Chapman est arrêté pour son implication supposée dans les trains, ainsi que pour l'enlèvement d'Odie.
De retour à la maison, Garfield est considéré comme héros par ses amis pendant que Liz et Jon entame une relation. Quant à Odie, il est reconsidéré comme un rival par Garfield.

## Fiche technique
- Titre original : Garfield: The Movie
- Titre français et québécois : Garfield, Le Film
- Réalisation : Peter Hewitt
- Scénario : Joel Cohen et Alec Sokolow, d'après la bande dessinée homonyme créée par Jim Davis
- Musique : Christophe Beck
- Direction artistique : Suttirat Anne Larlarb
- Décors : Alec Hammond
- Costumes : Marie France
- Photographie : Dean Cundey
- Son : Derek Casari, Gary Gegan, Matthew Iadarola
- Montage : Peter E. Berger et Michael A. Stevenson
- Production : John Davis
  - Production déléguée : Neil A. Machlis
  - Production associée : John Kilkenny
  - Coproduction : Michele Imperato et Brian Manis
- Sociétés de production[1] : Twentieth Century Fox Animation et Davis Entertainment, avec la participation de Twentieth Century Fox
- Sociétés de distribution :
  - États-Unis : Twentieth Century Fox
  - France : UFD[2]
  - Suisse : Fox-Warner
- Budget : 50 millions de $[3]
- Pays de production :  États-Unis
- Langue originale : anglais
- Format[4] : couleur (Technicolor) (DeLuxe) - 35 mm - 1,85:1 (Panavision) - son DTS | Dolby Digital | SDDS | Dolby Atmos | DTS (DTS: X 7.1)
- Genre : comédie, aventures, animation
- Durée : 80 minutes
- Dates de sortie[5] :
  - États-Unis, Canada : 11 juin 2004
  - France : 11 août 2004
  - Belgique, Suisse romande : 18 août 2004
- Classification[6] :
  - États-Unis : certaines scènes peuvent heurter les enfants - accord parental souhaitable (PG - Parental Guidance Suggested)[a].
  - France : tous publics[7] (Conseillé à partir de 8 ans)[8].

## Distribution

### Voix originales
- Bill Murray : Garfield
- David Eigenberg : Nermal
- Debra Messing : Arlène
- Brad Garrett : Luca
- Nick Cannon : Louis, la souris
- Alan Cumming : Sir Roland, le chat de Happy Chapman
- Jimmy Kimmel : Spanky, un chien de la fourrière

### Voix françaises
- Sébastien Cauet : Garfield
- Marc Saez : Nermal
- Juliette Degenne : Arlène
- Michel Vigné : Luca
- Yann Le Madic : Louis, la souris
- Éric Legrand : Sir Roland, le chat de Happy Chapman
- Roger Lumont : Spanky, un chien de la fourrière

Note : Sébastien Cauet n'a pas doublé le film entier; il a été remplacé par Olivier Martret sur un tiers du film.

### Voix québécoises
- Patrick Huard  : Garfield
- Hugolin Chevrette-Landesque : Nermal
- Linda Roy : Arlène
- Hubert Gagnon : Luca
- Marc Bellier : Sir Roland, le chat de Happy Chapman

### Apparitions en prises de vues réelles
- Breckin Meyer (VF : Alexis Victor ; VQ : Louis-Philippe Dandenault) : Jon Arbuckle
- Jennifer Love Hewitt (VF : Virginie Efira ; VQ : Aline Pinsonneault) : Dr Liz Wilson
- Stephen Tobolowsky (VF : Bernard Alane ; VQ : Pierre Chagnon) : Happy Chapman / Walter J. Chapman
- Eve Brent (VF : Perrette Pradier ; VQ : Johanne Garneau) : Madame Baker
- Leyna Nguyen (en) (VF : Yumi Fujimori ; VQ : Lisette Dufour) : Abby Shields, une journaliste
- Evan Arnold (en) : Wendell, le majordome de Happy Chapman
- Mark Christopher Lawrence (VF : Frantz Confiac) : Christopher Mello

 Source et légende : version française (VF) sur RS Doublage et AlloDoublage ; version québécoise (VQ) sur Doublage Québec

## Bande originale
- Holla - Baha Men
- Hey, Mama - The Black Eyed Peas
- I Feel Good - James Brown

## Distinctions

### Récompenses
- The Stinkers Bad Movie Awards 2004 :
  - Pire chanson ou performance de chanson dans un film : Baha Men pour Holla[12]

### Nominations
- The Stinkers Bad Movie Awards 2004 :
  - Pire film de l'année[12].

### Box-office
- France : 1 218 277 entrées[13]
- Recettes Amérique du Nord ( États-Unis,  Canada) : 75 369 589 $[3]
- Recettes mondiales : 203 172 417 $[3]

## Suite
Il est suivi de Garfield 2 (Garfield: A Tail of Two Kitties), sorti en 2006.